# Mame Biram Diouf
Mame Biram Diouf (Dakar, 16 de dezembro de 1987), é um futebolista senegalês que atua como atacante. Atualmente, joga pelo Konyaspor.

## Seleção nacional
Mame Biram Diouf representou o elenco da Seleção Senegalesa de Futebol no Campeonato Africano das Nações de 2015 e 2017, além de atuar duas partidas na Copa do Mundo de 2018..